# Зайцев, Александр Леонидович
Александр Леонидович Зайцев (19 мая 1945 — 29 ноября 2021) — российский астроном, специалист по радиолокации астероидов, синтезу и передаче межзвёздных радиопосланий, доктор физико-математических наук, главный научный сотрудник ИРЭ РАН (Фрязинский филиал). Лауреат Государственной премии СССР в области науки и техники за 1985 год. Именем учёного назван астероид № 6075. На пенсии с 2013 года.

## Деятельность
В 1992 году А. Л. Зайцев предложил и, как научный руководитель, подготовил и успешно произвёл первую вне США радиолокацию малой планеты — околоземного астероида (4179) Таутатис. Для этого была использована разнесённая радиолокационная система из 70-метрового радиотелескопа РТ-70 Национального центра управления и испытаний космических средств в Евпатории с передатчиком 6-см диапазона и 100-метрового радиотелескопа Эффельсберг в Германии с двухканальным поляризационным приёмником. Были обнаружены необычное, раздвоенное строение Таутатиса и его аномально медленное, с периодом около 7 земных суток, собственное вращение.
В 1994 году А. Л. Зайцев, проанализировав орбиту околоземного астероида 1991 JX, обнаружил, что в период сближения с Землёй астероид будет виден одновременно из Евразии и Америки, что позволит для его радиолокации впервые использовать межконтинентальную радиолокационную систему из наиболее мощного передатчика обсерватории Голдстоун, США и крупнейших приёмных антенн Северного полушария.
Под его научным руководством в июне 1995 года предложенный эксперимент был успешно осуществлён; всего в нём приняло участие 6 приёмных станций. Были определены максимальный и минимальный размеры астероида 1991 JX и синтезирован его полярный силуэт, показывающий, что астероид имеет сравнительно плоские грани и угловатую форму, что характерно для обломка более крупного небесного тела. Впоследствии по предложению Зайцева этот астероид получил постоянное имя Голевка по первым слогам названий пунктов космической связи в Голдстоуне, Евпатории и Кашима (Япония), где удалось обнаружить эхосигналы.
В 1999 году А. Л. Зайцевым был предложен первый эксперимент по двухчастотной радиолокации астероида 1998 WT24 с облучением на волне 3,5 см из Голдстоуна и на волне 6 см из Евпатории и одновременным приёмом отражённого сигнала в радиообсерватории Медичина в Италии. В результате наблюдений была выявлена необычная для таких небольших (характерный размер менее 300 м) небесных тел форма, близкая к сферической. Кроме того, на обеих частотах было обнаружено необычное сочетание высокого, порядка единицы, поляризационного отношения и низкого, не более 10 %, коэффициента отражения, дающее основание для предположения о кометоподобном характере поверхности.
В 1999 году Зайцев обосновал предложение и разработал проект использования радиотелескопа РТ-70 для отправки радиопосланий к окрестным звездам солнечного типа. Под его научным руководством было скомпоновано и передано по четырём адресам первое многостраничное межзвёздное радиопослание (МРП) «Cosmic Call».
В 2000 году в статье «Язык радиопосланий к другим цивилизациям» А. Л. Зайцев предложил и обосновал адекватную триединой природе мышления (интуитивное, эмоциональное, логическое) трехсекционную структуру МРП, состоящую из зондирующего сигнала с легко «угадываемыми» входными параметрами, вариаций частоты, отображающих эмоциональный мир и художественные образы, и манипуляции частоты для отображения логических построений — алгоритмов, теорий, накопленных знаний о себе самих и окружающем мире. В соответствии с данной структурой было синтезировано и в августе-сентябре 2001 года передано из Евпатории по шести адресам первое отечественное МРП — «Детское радиопослание», аналоговая часть которого представляла собой терменвокс-концерт, а цифровая — 28 бинарных изображений и текстов.
В 2002—2003 годах Зайцев являлся научным руководителем подготовки и передачи из Евпатории по пяти адресам МРП «Cosmic Call 2», которое можно рассматривать как первое международное радиопослание, поскольку его научная часть содержала цифровые фрагменты, разработанные в Канаде, США и России.
Кроме того, А. Л. Зайцев являлся научным консультантом синтеза англоязычного радиопослания «A Message From Earth», которое 9 октября 2008 года было передано из Евпатории к звезде Глиезе 581.
В 2005 году в статье «Уравнение Дрейка с METI-коэффициентом» предположил, что для установления контакта, помимо высокого научно-технического уровня, цивилизация также должна обладать и соответствующим поведением, направленным на практическую реализацию МРП, и сформулировал дополнение к антропному принципу участия.
В 2006—2011 годах принимал участие в съёмках документальных фильмов, посвященных передаче и поиску разумных сигналов во Вселенной:
- Calling All Aliens Архивная копия от 17 ноября 2015 на Wayback Machine («Зов пришельцев»), режиссёр Кристиан Шидловский, Германия;
- «Преодолеть молчание Вселенной», режиссёр Владислав Сидоров, Россия;
- Calling E.T., режиссёр Prosper de Roos, Голландия.
- ALIEN BITS, режиссёр Prosper de Roos, Голландия.

Скончался 29 ноября 2021 года.

## Научные интересы
- теория, разработка и внедрение радиолокационных устройств, применяемых в исследовании Венеры, Марса и Меркурия;
- радиолокационое исследование околоземных астероидов;
- синтез и передача радиопосланий внеземным цивилизациям;

## Награды
- 1985 год — Государственная премия СССР в области техники[2].
- 1989 год — медаль имени С. П. Королёва Федерации космонавтики СССР[1].
- 1995 год — в честь Зайцева назван астероид 1976 GH2 (Zajtsev).[1][3]
- 1997 год — медаль им. К. Э. Циолковского Российской Федерации космонавтики.[1]
- 2003 год — юбилейная медаль в честь 2500-летия Евпатории.

- медаль имени С. П. Королёва Федерации космонавтики СССР.
- медаль им. К. Э. Циолковского Российской Федерации космонавтики.
- Постановление ЦК КПСС И СМ СССР «О присуждении Государственных премий СССР в области науки и техники.
- Официальное свидетельство о получении астероидом 1976 GH2 имени ZAJTSEV.
- Юбилейная медаль «2500 лет городу Евпатория»
- Участники проекта «Cosmic Call 2003» на крыше здания Центра управления в Евпатории.  Антенна П-2500 (РТ-70).